# 罗敬辉
罗敬辉（1933年9月—2017年8月20日），河北献县人。中国人民解放军少将。
1985年7月至1990年6月，任中国人民解放军山西省军区政治委员。2017年8月20日在太原逝世，享年84岁。